# La Llena
La Llena es una entidad de población española del municipio de Lladurs, perteneciente a la provincia de Lérida, en la comunidad autónoma de Cataluña.

## Geografía
En el siglo XIX se mencionaba como el terreno era «de mala calidad, montuoso secano y poblado de pinos, robles y algunas encinas».

## Historia
A mediados del siglo XIX, el lugar tenía contabilizada una población de 51 habitantes. Aparece descrito en el décimo volumen del Diccionario geográfico-estadístico-histórico de España y sus posesiones de Ultramar de Pascual Madoz de la siguiente manera:

LLENA (la): ald. con alc. p. agregada al pueblo de Laduas en la prov. de Lérida (14 leg.), part. jud. y dióc. de Solsona (1), aud. terr. y c. g. de Barcelona (12), se halla sit. en un terreno montuoso y escarpado, donde reinan todos los vientos; siendo su clima frio, húmedo y nebuloso en invierno: las 6 casas que la forman están dispersas por el térm. á dist. unas de otras, y algunas tienen pozos y balsas, cuyas aguas aprovechan los vec. para sus usos domésticos: tiene una igl. (San Saturnino) cuyo curato es de entrada y se halla servida por un cura párroco de nombramiento de S. M. ó del dioc., y un pequeño cementerio: el térm. confina por el N. con los de Terrarola y Timonedo; E. Ladurs; S. Clará, y O. Castellá; dentro de él hay varias fuentes de aguas abundantes, y dos ermitas dedicadas la una á San Salvador del Villaró y la otra á la Virgen de la Concepcion, llamada de la Serra, por pertenecer á la casa de este nombre: pasa por él un arroyo nombrado Torrent-Riart, que no proporciona ningun riego al terreno: este es de mala calidad, montuoso secano y poblado de pinos, robles y algunas encinas: los caminos son de herradura y comunican con los pueblos circunvecinos, pasando el que dirije de Solsona á Orgañá, que es mas recto que el que para el mismo punto va por Oliana, si bien este es mas frecuentado: la correspondencia se recibe de Solsona. prod.: centeno, avena, escaña, poca cebada y bastantes patatas: cria ganado lanar y cabrío, y caza de conejos y perdices. pobl.: 9 vec., 51 alm. cap. prod.: 32,860. contr.: el 14'48 por 100 de esta riqueza.
(Madoz, 1847, p. 492)

En 2022 la entidad singular de población de La Llena, perteneciente al municipio de Lladurs, tenía empadronados 16 habitantes.

## Patrimonio
En el lugar hay una iglesia bajo la advocación de San Saturnino.